# Zhufo
Zhufo (kinesiska: 诸佛) är en socken i sydvästra Kina. Den ligger i Pengshui härad i storstadsområdet Chongqing,  omkring 180 kilometer öster om det centrala stadsdistriktet Yuzhong. Antalet invånare är 10671. Befolkningen består av 5 108 kvinnor och 5 563 män. Barn under 15 år utgör 28,0 %, vuxna 15-64 år 59 %, och äldre över 65 år 12,0 %.